# Oxydia translineata
Oxydia translineata là một loài bướm đêm trong họ Geometridae.